# Младен Рудоња
Младен Рудоња (Копар, 26. јул 1971) је бивши словеначки професионални фудбалер који је играо у нападу на крилној позицији. Представљао је своју земљу на два велика турнира за која су се квалификовали, Европском првенству 2000. и Светском првенству 2002.

## Играчка каријера

### Клубови
Младен је фудбалску каријеру почео у Копру. 1992. године одакле прелази у Изолу, за коју игра две сезоне. Рудоња је 1994. успео да промени три клуба: из хрватског „Загреба” се вратио у „Копер” и прешао у „Олимпију” из Љубљане. Након што је одиграо једну сезону за Олимпију, фудбалер се вратио у Хрватску, где је потписао уговор са Марсонијом. Међутим, након играња једне сезоне поново је завршио у Словенији, где је играо за Горицу и Приморје. Рудоња је 1998. године прешао у белгијски Синт Труиденсе, за који је играо две сезоне и постигао 21 гол на 74 меча. Успешна игра за белгијски клуб привукла је пажњу клубова из Енглеске и након Еура 2000. Рудоња се преселио у Портсмут. За две сезоне у енглеском клубу, Младен је одиграо само 14 мечева и вратио се у Словенију, где је играо за Олимпију, одакле се 2004. године преселио на Кипар, где је без већег успеха играо за Аполон из Лимасола и Анортозис. Године 2005. вратио се у Словенију, где је потписао уговор са Копром, за који је већ играо 1994. године. Од 2007. до 2009. Рудоња је играо за Олимпију, након чега се повукао.

### Репрезентација
Рудоња је дебитовао за |репрезентацију Словеније на пријатељској утакмици против Грузије у фебруару 1994. године. Упркос томе што је био нападач, није постигао гол за тим све до своје 53. утакмице, у реванш утакмици плеј-офа квалификација за Светско првенство 2002. против Румуније у Букурешту. Утакмица је завршена резултатом 1 : 1, резултатом који је био довољан да се Словенија по први пут квалификовала за главни део турнира Светског првенства. Рудоња је за Словенију одиграо 65 утакмица.

## Успеси

### Играчки
Олимпија Љубљана
- Куп Словеније: првак 1995–96, 2002–03.